# Чакавский сабор

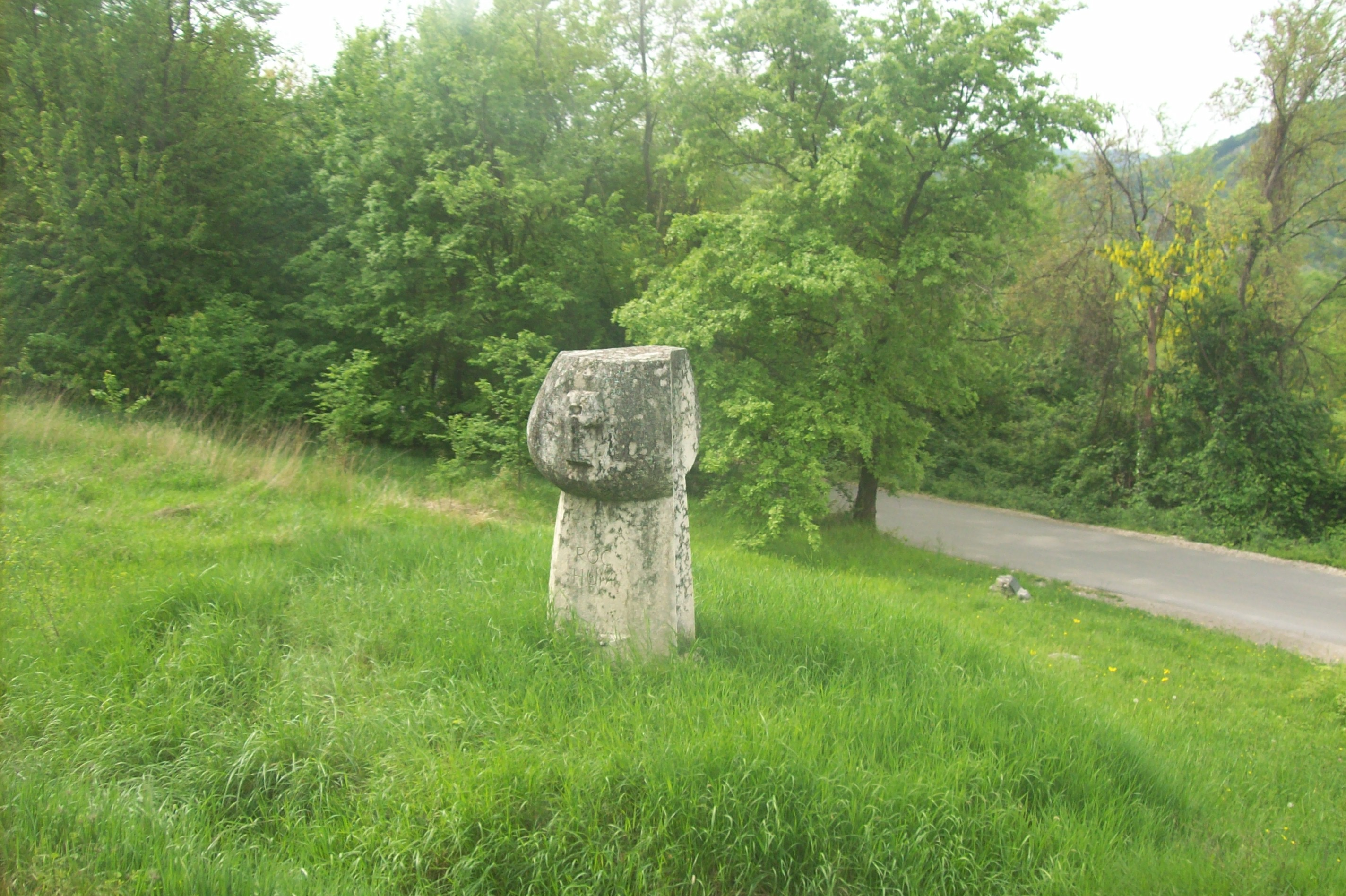
Колонна Чакавского парламента — первая скульптура на Аллее глаголицы

Ча́кавский са́бор (хорв. Čakavski sabor) — народное собрание по вопросам национальной поэзии Хорватии, основано 8 июня 1969 года в г. Жминь (Хорватия).

## История создания
Чакавский совет был создан в качестве самостоятельной культурной единицы, призванной объединить граждан против унитарных языковых тенденций ради активизации чакавского диалекта в сферах культуры, науки и творчества. Для воплощения данной идеи были разработаны планы по решению проблем в области культурной политики Истрии. Инициатором и основной движущей силой ассамблеи явился Зване Чрньа.
Вскоре после образования, 12 и 13 сентября 1969 года, в рамках парламента состоялось первое научное совещание, посвященное чакавской поэзии. Отголоском заседания стало создание в начале 1970-х годов Совета, который должен был в обозримом будущем проводить широкий спектр мероприятий культурно-художественного назначения, профессиональные конференции, руководить реставрационными работами в городах Истрии, а также проводить культурные программы по сохранению национальной культурной самобытности.
Результатом работы Совета стало открытие в 1970-х годах и начато функционирование департаментов Чакавской ассамблеи в городах Пазин, Лабин, Бузет, Нови-Винодолски, Роч, Пореч, а также более крупных центрах — Опатии, Пуле и Сплите.
В 1976 году по инициативе сабора было принято решение о создании Аллеи глаголицы, соединяющей самый маленький город в мире Хум и деревню Роч и являющейся памятником старославянскому виду письменности.